# Rick Perry
James Richard "Rick" Perry (Haskell, 4 de março de 1950) é um político dos Estados Unidos filiado ao Partido Republicano. Perry foi governador do Texas entre 21 de dezembro de 2000 a 20 de janeiro de 2015. Ele assumiu cargo depois da renúncia do então governador George W. Bush, quando este estava se preparando para tomar posse como presidente dos Estados Unidos.
Perry foi eleito para três mandatos consecutivos em 2002, 2006 e 2010, sendo um feito inédito na história política do Texas. Com um mandato de catorze anos, Perry é o segundo governador com mais tempo de mandato da História dos Estados Unidos.
Perry foi presidente da Associação de Governadores em 2008 e em 2011 voltou a ser presidente da associação.
Perry ganhou as eleições primárias republicanas em 2010, derrotando a senadora Kay Bailey Hutchison, e Debra Medina. Na eleição geral do mesmo ano, Perry ganhou a reeleição para um terceiro mandato, derrotando o ex-prefeito de Houston Bill White.
Em 13 de agosto de 2011, Perry anunciou que estava concorrendo a nomeação republicana em 2012. A última pesquisa mostrava Perry na terceira colocação com apenas 11% das intenções de voto. Em um debate feito em novembro de 2011, no estado de Michigan, Perry cometeu uma gafe ao dizer que fecharia três ministérios, sendo o de educação e comércio, o terceiro Perry esqueceu, e só falou mais tarde, que seria o ministério de energia.
Em 13 de dezembro de 2016, o presidente-eleito dos Estados Unidos, Donald Trump, anunciou que nomearia Perry para o cargo de secretário de energia. O ex-governador aceitou a nomeação e foi confirmado pelo senado em 2 de março de 2017. Ele renunciou sua posição no governo Trump em dezembro de 2019.

## Primeiros anos
Perry nasceu em Haskell, a cerca de 97 km ao norte de Abilene, no oeste do Texas. É filho dos fazendeiros Joseph Ray Perry e Amelia June Holt. Seu pai, um democrata, foi comissário e membro do conselho escolar do Condado de Haskell. Perry se formou na Pinte High School Creek em 1968, foi escoteiro da Boy Scouts of America (BSA) e ganhou o posto de Eagle Scout; seu filho, Griffin, também é um escoteiro. A BSA honrou Perry com o prêmio Distinguished Eagle Scout.
Perry estudou na Universidade Texas A&M, onde foi membro do Corpo de Cadetes e da Fraternidade Alpha Rho Gamma. Ele foi vendedor de livros, onde aperfeiçoou suas habilidades de comunicação. Perry formou-se em 1972 com um bacharelado em Zootecnia. De acordo com a transcrição de Perry da universidade, ele ganhou 20 B, 27 C, e 9 D's. A e F foram raros. Além disso, Perry foi colocado em liberdade condicional acadêmica por seu mau desempenho na escola. Enquanto na universidade, Perry concluiu com êxito um salto de paraquedas da United States Parachute Association dropzone.
Na universidade, ele colocou galinhas no armário de um veterano no Natal, e também utilizou bombinhas para assustar os alunos.
Após a formatura, ele foi contratado pela Força Aérea dos Estados Unidos, onde completou o treinamento de pilotos de transporte aéreo tático. Ele deixou a Força Aérea com o posto de capitão, voltando para o Texas, onde foi trabalhar na agricultura comercial de algodão com seu pai.
Em 1982, Perry casou-se com Anita Thigpen, sua namorada de infância a quem conhecia desde a escola primária. Eles têm dois filhos: Griffin e Sydney. Anita Perry estudou na West Texas State University e se formou em enfermagem. Ela liderou uma série de iniciativas relativas à saúde, como o Thigpen Anita Perry Endowment na University of Texas Health Science Center em San Antonio, que incide sobre nutrição, doenças cardiovasculares, educação em saúde e programação infantil.
Perry disse que seu interesse na política provavelmente começou em novembro de 1961, quando seu pai o levou para o funeral do representante americano Sam Rayburn (D-TX), que durante sua longa carreira política foi presidente da Câmara dos Representantes. Pessoas de todo o país chegaram à pequena cidade de Bonham, a sede do Condado de Fannin, para o velório.

## Assembleia do Texas
Em 1984, Perry foi eleito para a Câmara dos Representantes do Texas como um democrata pelo 64.º distrito, que incluía a sua casa no Condado de Haskell. Ele fez amizades com colegas calouros, como Lena Guerrero de Austin, uma ferrenha liberal democrata que apoiou a reeleição de Perry em 2006 por motivos pessoais, em vez de políticos.
Perry apoiou Al Gore nas primárias democratas de 1988, e foi presidente da campanha de Gore no Texas.
Em 1989, Perry anunciou que estava se filiando ao Partido Republicano. O The Dallas Morning News o nomeou um dos dez melhores membros do Legislativo.

## Comissário de agricultura
Em 1990, como um recém filiado ao Partido Republicano, ele desafiou o então comissário de agricultura Jim Hightower. Hightower havia trabalhado em nome de Jesse Jackson para a nomeação presidencial democrata em 1988, enquanto Perry apoiou o senador dos Estados Unidos Al Gore, do Tennessee. Perry venceu Hightower, cujo escritório se envolveu em um escândalo de corrupção e suborno. O candidato republicano a governador Clayton Williams perdeu para a democrata Ann Richards.
Como Comissário da Agricultura, Perry foi responsável por promover a venda de produtos agrícolas do Texas para outros estados e países estrangeiros e supervisionar a calibração de pesos e medidas, tais como gasolina e bombas.
Em 1994, Perry foi reeleito Comissário da Agricultura por uma larga margem, com 2 546 287 votos (61,92%) contra 1 479 692 do democrata Marvin Gregory's (35,98%). O libertário Clyde L. Garland recebeu 85 836 votos (2,08%).

## Vice-governador

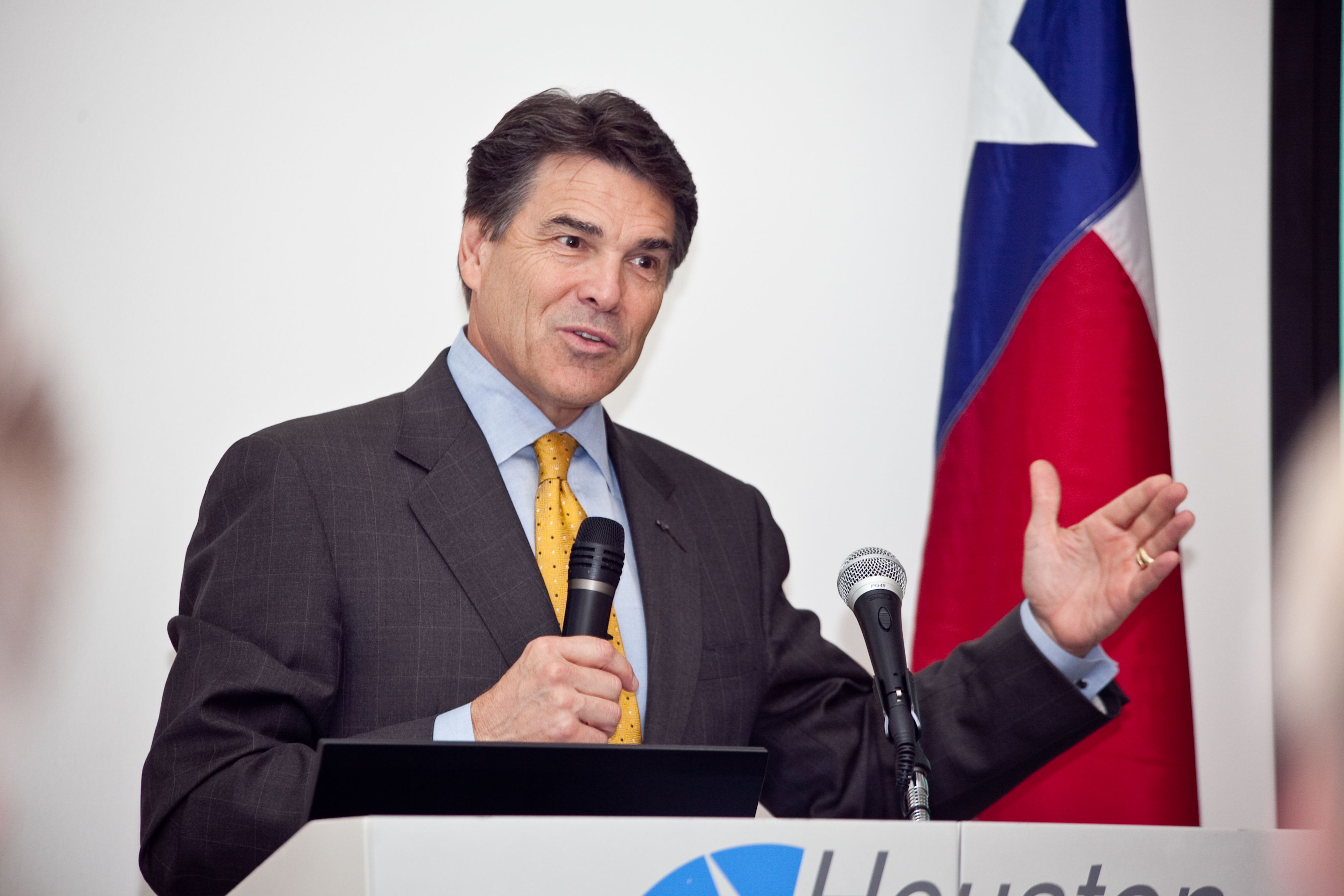
Rick Perry em 2020. fotografado por Ed Schipul.

Em 1998, Perry optou por não buscar um terceiro mandato como Comissário da Agricultura, concorrendo como vice-governador para suceder o democrata Bob Bullock, que decidiu se aposentar. Perry teve 1 858 837 votos (50,04%), contra 1 790 106 votos (48,19%) do democrata John Sharp de Victoria, que tinha abandonado a Controladoria do Texas depois de dois mandatos para concorrer a vice-governador. O libertário Anthony Garcia teve 65 150 votos (1,75%). Perry tornou-se assim o primeiro vice-governador republicano desde a Reconstrução, tomando posse em 19 de janeiro de 1999. Ele assumiu o governo em 21 de dezembro de 2000, após a renúncia do então governador George W. Bush, que assumiu o cargo de presidente dos Estados Unidos em 20 de janeiro de 2001.

## Governador

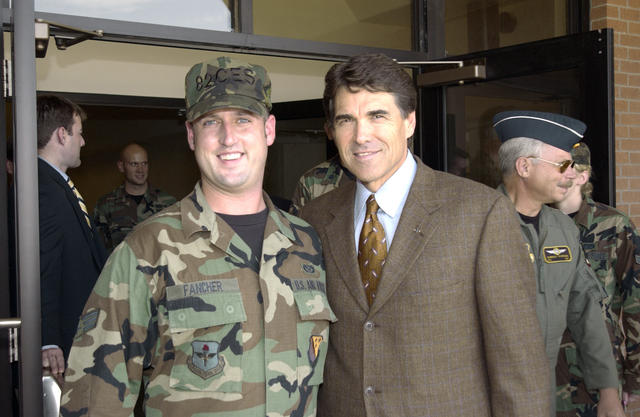
O governador Perry em 2004

Perry assumiu o cargo de governador no final de 2000, quando George W. Bush renunciou ao cargo de governador do Texas para se preparar para sua posse presidencial. Perry se tornou o primeiro governador a ter pós-graduação.
Perry foi reeleito na eleição de 2002, quando ele derrotou empresário de Laredo Tony Sanchez, com 2 632 591 votos (57,80%), contra 1 819 798 votos (39,96%) de Sanchez. Quatro candidatos de partidos pequenos compartilharam 2,21% dos votos. Perry não enfrentou nenhum candidato na primária republicana.
A eleição estadual de 2006 provou ser uma eleição mais difícil para Perry. Embora ele derrotou facilmente oposição na eleição primária, Perry enfrentou três adversários principais: o ex-congressista democrata Chris Bell, bem como dois candidatos independentes: a ex-controladora e ex-republicana Carole Keeton Strayhorn, e o cantor Kinky Friedman. Perry venceu a eleição em uma pluralidade, com 1 714 618 votos (39%), contra 1 309 774 votos de Bell (29,8%), e 789 432 votos de Strayhorn (18%), 553 327 votos de Friedman (12,6%), com um candidato libertário e outro independente que tiveram juntos 27 444 votos (0,6%). Perry se tornou apenas o terceiro governador na história do Estado ter sido eleito por uma pluralidade de menos de 40 por cento dos votos expressos, junto com Elisha M. Pease que teve 36,68% em 1853.
No final da campanha de 2006, a Associação dos Governadores Republicanos recebeu um milhão de dólares do empresário do Houston Bob Perry (sem parentesco com Rick Perry), e depois a associação contribuiu com a mesma quantidade para a campanha de Rick Perry. Bell entrou com uma ação, alegando que as doações de Bob Perry tinham sido indevidamente doadas para a associação para esconder sua origem. Em 2010, Rick Perry pagou 426 000 dólares para campanha de Bell para resolver a questão.
Perry é um membro da Associação dos Governadores Republicanos, a Associação Nacional de Governadores, a Western Governors Association, e a Associação dos Governadores do Sul. Perry está atualmente servindo como presidente da Associação dos Governadores Republicanos, e atuou anteriormente neste mesmo cargo em 2008.
No início de seu mandato como governador, Perry foi convencido pelo Legislativo estadual para aumentar o financiamento da saúde para 6 bilhões de dólares. Alguns desses programas, desde então, enfrentaram reduções de financiamento, e Perry se recusou a retomar o financiamento aos níveis anteriores por causa da carga financeira adicional, que ele diz que o Estado não teria como pagar. Ele também aumentou o financiamento da educação antes da eleição de 2002 e criou novas bolsas de estudos, incluindo trezentos milhões para o Programa de Bolsas do Texas. Outros nove bilhões foram dadas às escolas públicas, faculdades e universidades, combinados com uma nova ênfase na prestação de contas tanto para professores e alunos.
As campanhas de Perry para vice-governador e governador focaram em uma posição dura sobre o crime. Em junho de 2001, ele vetou a proibição de execução de presos com doenças mentais. Ele também apoiou blocos de subsídios para os programas que reduzem o crime.
Perry também apoiou a reforma na segurança pública para limitar ações judiciais contra médicos, e como vice-governador, ele já havia tentado e não conseguiu que a lei fosse aprovada. Em 2003, Perry patrocinou uma emenda constitucional sobre as negligências médicas, que foi por pouco aprovada pelos eleitores. De acordo com um defensor da reforma das leis, essa legislação resultou em uma diminuição de 21,3% nas taxas de malversação. De acordo com o Conselho Médico do Texas, também houve um aumento significativo no número de médicos que procuram o cargo no Estado.
Recentemente, Perry chamou a atenção para suas críticas ao governo Obama sobre a manipulação da recessão, e girando para baixo de aproximadamente 555 milhões em dinheiro do estímulo para o seguro-desemprego. Perry foi elogiado pela Associação Texas of Business para esta decisão e sua justificativa, que os fundos e as alterações obrigatórias da lei estadual teria colocado uma carga fiscal duradouro sobre os empregadores. Em setembro de 2009, Perry declarou que o Texas era a prova de recessão: "Por uma questão de fato ... alguém tinha colocado um relatório que o primeiro estado que está saindo da recessão vai ser o estado do Texas ... eu disse: 'Nós estamos em uma recessão?'".
Paul Burka, editor executivo sênior da Texas Monthly, criticou as observações de Perry, dizendo: "Você não pode ser insensível e arrogante, quando as pessoas estão perdendo seus empregos e suas casas".
Em agosto de 2011, o Texas tinha uma taxa de desemprego de 8,2%, em comparação aos 4,2%, quando Perry tomou posse em janeiro de 2001. Em comparação, a taxa nacional de desemprego foi de 4,2% em janeiro de 2001, e 9,1% em agosto de 2011. Vinte e cinco estados têm uma taxa de desemprego inferior Texas, e outros vinte e cinco estados (incluindo o Distrito de Columbia) têm uma taxa de desemprego maior, o que significa que o Texas tem o desemprego médio entre os estados dos EUA.

### Questões fiscais
Perry, proclamou sendo um conservador fiscal, muitas vezes fez campanha com a reforma tributária e o crescimento do emprego. Perry foi contra a criação de imposto de renda e aumentando impostos  no Texas sobre vendas taxas, optando por aumentar as taxas de utilização e da dívida, acrescentando 2 bilhões para títulos, a tomar emprestado do Fundo Federal de Desemprego e acrescentando sobretaxas para infrações de trânsito, protegendo do Estado do "fundo de Rainy Day", equilibrado o orçamento o Estado, conforme exigido por lei estadual, e foi reeleito em uma plataforma para reduzir impostos sobre a propriedade que levantou-se com a inflação dos valores de propriedade no final de 1990 e no século XXI. No início de 2006, Perry assinou uma lei que entregou uma redução de 15,7 bilhões em impostos.
No início de 2006, Perry irritou alguns conservadores fiscais em seu próprio partido, apoiando um aumento de imposto de franquia ao lado de um projeto de reforma da contribuição predial. Muitas organizações dentro do próprio Partido Republicano condenaram Perry sobre sua conduta. Perry afirmou que o projeto de lei permitiria poupar o contribuinte em média 2 000 em impostos de propriedade. Críticos afirmaram que esses números foram inflacionados por Perry. A poupança fiscal real, algumas fontes disseram que, seriam em média de apenas 1 350 dólares por família.
Em 2003, Perry assinou uma lei que criou o Texas Enterprise Fund para melhorar o desenvolvimento da economia do Texas. Em 2004, ele autorizou a doação de 20 milhões para a Countrywide Financial, em troca de uma promessa de criar 7 500 novos empregos no estado até 2010. Os críticos argumentam os postos de trabalho teriam sido criadas com ou sem dinheiro dos contribuintes. A concessão (todos os que são aprovados pelo Governador, o vice-governador e presidente da Câmara) é um dos maiores feitos do fundo em termos de tamanho e do número de empregos prometido. No outono de 2007, enquanto estava cortando empregos e com o preço de suas ações em queda livre, a Countrywide assegurou a Perry que acredita que iria cumprir o seu compromisso para 2010 apenas para ser adquirido em uma venda, dois meses depois pelo Bank of America. Graças ao "claw-back" disposto no programa, os beneficiados devolveram os fundos ao estado e os empregos não foram criados.
Como vice-governador, ele inicialmente patrocinou um plano chamado "Robin Hood" na área da educação. Em 2004, Perry atacou o plano "Robin Hood" como prejudicial para o sistema educacional e tentou fazer com que o legislativo substituí-lo por que, segundo ele, incentivaria uma maior equidade, custam menos, e para manter a propriedade e impostos sobre vendas. Perry opôs-se à legalização de terminais de vídeo e loteria em pistas e em reservas indígenas, bem como aumentos nos impostos sobre os cigarros.
Em 2003, Perry chamou três vezes consecutivas a sessões legislativas especiais para adquirir um plano de redistritamento dos distritos da Câmara dos Representantes. O plano aprovado definitivamente suportado pelo então líder da maioria Câmara dos EUA, Tom DeLay, trouxe um ganho de cinco lugares republicanos na delegação do Texas. Em 2006, no entanto, a vantagem de cinco lugares foi reduzida para três assentos. Depois disso, os republicanos ganharam um assento em 2008 e mais três cadeiras na eleição de 2010, eles agora possuem uma maioria de 23 representantes republicanos e 9 democratas.
A primeira sessão especial da legislatura foi convocada em 21 de junho de 2005, para tratar questões de educação, mas com a resistência do presidente da casa Tom Craddick, um republicano de Midland. A proposta de Perry foi atacada por membros de propriedade dos pobres distritos e foi rejeitada. Durante a sessão, Perry se envolveu em um acalorado debate com a controladora Carole Strayhorn sobre os méritos da sua proposta financeira na educação. Strayhorn inicialmente estava previsto que iria se candidatar contra Perry na primária republicana de 2006, mas ela em vez disso ela concorreu como uma independente nas eleições gerais. Outra sessão especial foi convocada em 21 de julho de 2005, depois de Perry vetou todo o financiamento para as escolas públicas para o 2007 - 2008 biênio. Ele prometeu não "aprovar um orçamento para a educação que enganava os aumentos salariais dos professores, livros didáticos, educação, tecnologia e reformas educacionais. E eu não posso deixar 2 bilhões em alguma conta bancária, quando ele pode ir diretamente para a sala de aula".
Durante a campanha de 2006, a campanha de Perry na Tv e rádio declararam, sem a sessão especial, alguns "2 bilhões que haviam sido destinados ao aumento dos salários professores, as reformas da educação, e as prioridades das escolas teria ido sem uso porque não passou na Câmara". O projeto não conseguiu passar na primeira sessão, e foi em uma segunda sessão, na qual o projeto não foi aprovado por 62 a favor e 79 contra, depois de 50 emendas foram acrescentadas sem discussão ou debate.
No final de 2005, para maximizar o impacto de um plano de educação bipartidário, Perry pediu a seu ex-rival na eleição para vice-governador, John Sharp e para o membro da Comissão do Texas, para que fizessem uma força-tarefa no senado e na câmara estadual, divulgando um plano bipartidário. Sharp aceitou a oferta de Perry e retirou-se como um potencial candidato a governador em 2006. A força-tarefa emitiu seu plano final de vários meses mais tarde, e do legislador adotou. Por seus esforços bem sucedidos, Sharp mais tarde foi nomeado por The Dallas Morning News como o "texano do Ano".
Apesar dos esforços de Rick Perry o Texas ainda se classifica em muitos indicadores educacionais nas últimas posições. O Texas é 50 na nação em crianças com um diploma de segundo grau aos 25 anos. O Texas tem também a menor taxa de formatura. Texas está na 49 posição em inglês e em 46.ª posição em matemática. Embora essas diferenças nos indicadores educacionais parecem refletir diferenças na composição étnica (os afro-americanos tem notas inferiores e têm maior taxa de abandono). Por exemplo, os brancos, hispânicos, e estudantes negros pontuam significativamente melhor do que os seus homólogos de Wisconsin. Além disso, o Texas White-Black gap resultado do teste é menor. Os aumentos salariais para os professores do Texas não acompanhou a média nacional, mas os indicadores educacionais não mostram quaisquer impactos negativos sobre os salários mais baixos.

### Viagens internacionais
Em junho de 2010, Perry foi em uma missão comercial de 12 dias para a Ásia Oriental. A segurança do governador custou 129 000 dólares para o Estado. O Governo Texas tentaram bloquear escrutínio da mídia sobre o uso dos fundos, que continham informações que poderiam comprometer a segurança futura do executivo sênior do estado. Um membro da campanha para governador de Bill White afirmou que Perry deveria "parar de esconder os fatos sobre questões fiscais, como o que ele está cobrando dos contribuintes para a viagem". A campanha de Perry respondeu que a viagem levou a maior exposição de oportunidades de negócios do Texas na Ásia. Ao todo, Perry fez 23 viagens ao exterior entre 2004 a 2010, incluindo um período de férias em Grand Cayman e um retiro de política de educação no Bahamas. O Estado pagou apenas 1% das despesas de viagem para estes passeios, mas os detalhes de segurança para todas as viagens combinadas custaram mais de 1 milhão para o Estado. O chefe da equipe de Perry observou que as viagens eram um "bom negócio", como eles melhoraram o perfil de bens e serviços texano em mercados estrangeiros. a Campanha de White, no entanto, acusou Perry de encenar as viagens para a auto-promoção.

### Crítica sobre alterações constitucionais
No livro lançado por Perry em 2010, o Fed Up!, ele critica o direito do governo Federal para recolher o imposto de renda, dizendo "se você quiser saber quando Washington começou realmente fora da pista, a Emenda 16, dando-lhes a oportunidade de ter o seu dinheiro com um imposto de renda pessoal." Ele também critica a Emenda 17, que permite a eleição direta para senador dos EUA. De acordo com Perry, as emendas 16 e 17 causaram aos estados perdas de pedaços significativos da sua soberania e riqueza para o governo federal.

### Políticas sociais
Perry se opõe a todo o reconhecimento legal das uniões do mesmo sexo. Em 2002, ele descreveu a lei sobre o casamento de pessoas do mesmo sexo no Texas como "apropriado". O Supremo Tribunal dos Estados Unidos na decisão do juiz Lawrence versus Texas derrubou a lei no ano seguinte. No entanto, ele é a favor de uma emenda federal sobre a união de pessoas do mesmo sexo.
Perry é pró-vida e opõe-se ao financiamento do governo para eletiva de aborto. Em 2003, Perry assinou a Lei de Proteção de pré-natal, que explicitamente incluía fetos em sua definição da vida humana.
Em 2005, Perry, assinou uma lei que limitava abortos tardios e meninas requerida sob a idade de 18 anos. Perry assinou a lei no ginásio da Calvário Christian Academy, em Fort Worth. Em 2005, o governador Perry assinou uma lei sobre o consentimento dos pais sobre o aborto de seus filhos menores de idade. Perry assinou a legislação que proíbe o aborto no terceiro trimestre da gravidez, e também assinou uma lei pela qual as clínicas que fazem abortos devem oferecer folhetos informativos para as mulheres que queiram fazer o aborto.
Em maio de 2011, Perry assinou um a "Mandatory Ultrasound Bill", que estipula que, antes de cada aborto, o médico ultrassonografista de um certificado para realizar um ultrassom antes de qualquer sedativo ou anestesia. Antes de cada aborto, o praticante do aborto deve receber uma explicação sobre as imagens ultrassonograficas do feto. A mulher pode renunciar a esse direito apenas em casos de estupro, incesto, anormalidade fetal, e caso seja menor de idade. O praticante do aborto também deve permitir que a mulher ver as imagens da ultrassonografia do nascituro e ouvir seus batimentos cardíacos, juntamente com uma explicação verbal do batimento cardíaco antes de um aborto poder ser feito.
Também em 2011, Perry assinou uma lei, sobre o financiamento do contribuinte, que a partir da nova lei seria proibido para o Planned Parenthood, juntamente com um projeto de lei chamado "Choose Life" que promove a adoção de crianças no Texas.

### Pena de morte
Perry apóia a pena de morte. Em 2 de junho de 2009, o Texas tinha realizado 200 execuções desde o início do mandato de Perry. Em 10 de agosto de 2011, o Texas tinha realizado 234 execuções desde o início do mandato de Rick Perry.

## Eleição para governador do Texas em 2010
Em abril de 2008, Perry anunciou sua intenção de disputar a reeleição. Perry derrotou a senadora Kay Bailey Hutchison e Debra Medina em 2 de março de 2010, na eleição primária, tornando-se o candidato republicano na eleição geral. Ele enfrentou o candidato democrata Bill White, ex-prefeito de Houston. Durante a campanha das eleições gerais, Perry se recusou a debater com White até que White divulgou sua declaração de seu imposto de 1995, seu último ano como vice-secretário de Energia na administração Clinton. White divulgou sua declaração de seu imposto para seus seis anos como prefeito de Houston. De acordo com seu porta-voz, White tinha impostos retidos do seu salário de 133 000 em 1995, cujo montante foi compensado por perdas no início de um negócio de energia.
Em 2 de novembro de 2010, Perry venceu com folga a reeleição para um quarto mandato de quatro anos na eleição geral, com 2 733 784 votos (54,97 por cento) e White recebeu 2 102 606 votos (42,28 por cento). Perry venceu em 226 condados de um total 254 condados, resultando em ser o primeiro governador a ser eleito para três mandatos de quatro anos e o quarto governador a exercer quatro mandatos, Shivers, Daniel Price, e John Connally. O terceiro mandato Perry começou em 18 de janeiro de 2011.

## Vida pessoal
Em 2010, ele se tornou um membro cristão evangélico da Igreja Lake Hills em Austin e foi batizado em 2014. 

## Histórico eleitoral
|  | Democrata | Rick Perry |  | 100% |

|  | Democrata | Rick Perry |  | 100% |

|  | Democrata | Rick Perry |  | 100% |

|  | Republicano | Rick Perry      | 1 855 587 | 49,11% |
|  | Democrata   | Jim Hightower   | 1 810 950 | 47,93% |
|  | Libertário  | Karen Tegtmeyer | 112 028   | 2,97%  |

|  | Republicano | Rick Perry       | 2 546 287 | 61,92% |
|  | Democrata   | Jim Hightower    | 1 479 692 | 35,98% |
|  | Libertário  | Clyde L. Garland | 85 836    | 2,08%  |

|  | Republicano | Rick Perry     | 1 858 837 | 50,04% |
|  | Democrata   | John Sharp     | 1 790 106 | 48,19% |
|  | Libertário  | Anthony Garcia | 65 150    | 1,75%  |